# Čáp bílý
Čáp bílý (Ciconia ciconia) je velký druh ptáka z čeledi čápovitých (Ciconiidae), který je v Evropě široce znám díky stavění velkých hnízd na lidských stavbách jako jsou opuštěné komíny, střechy budov, kostelní věže nebo sloupy vysokého napětí. Čáp bílý se dělí na dva poddruhy. Subsp. ciconia hnízdí v Evropě včetně Česka, severozápadní Africe a Západní Asii, a zimuje v Africe, v menší míře i na jihu Evropy nebo západní Asii. Oproti tomu subsp. asiatica hnízdí ve střední Asii a zimuje na jihu Asie. Celková populace se odhaduje na cca 700 tisíc dospělých čápů, z čehož jen minimum (přes 2 tisíce) představují čápi středoasijského poddruhu asiatica. V Česku žije kolem 3000 čápů. Populace českých čápů je stabilní, světová populace je dokonce na vzestupu, nicméně místní populace mohou vykazovat klesavé trendy. Čápi jsou ohroženi hlavně nárazy do drátů elektrického napětí, dále např. úbytkem biotopu či nelegálním lovem. V minulosti čápi vymizeli z řady zemí včetně Spojeného království, Švýcarska, Švédska nebo Belgie. Do některých z těchto zemí se ale vrací díky reintrodukčním programům. 
Opeření čápů je převážně bílé, letky jsou černé a dlouhý špičatý zobák spolu s tenkýma dlouhýma nohama jsou nápadně červené. Délka těla dosahuje 95–110 cm a rozpětí křídel 180–218 cm. Čáp je potravní oportunista a složení jeho potravy se liší v závislosti na oblasti výskytu. Do jeho jídelníčku patří menší savci (hraboši, krtci), hmyz, žáby a žížaly, méně také plazi, plži, ryby, měkkýši, ptačí vejce i ptáčata jiných druhů ptáků nebo mršiny. Kořist vyhlíží za pomalé rozvážné chůze, na hlodavce někdy nehybně čeká u nor. K jeho hlavním predátorům patří velké druhy dravců, ve střední a východní Evropě je to hlavně orel mořský. 
Čápi tvoří monogamní páry, které se rozmnožují každý rok. Staví si velká hnízda z klestí, jež se většinou nacházejí na lidských stavbách, méně na stromech nebo skalních římsách. Hnízdí jednou ročně od dubna do srpna. Snůška čítá nejčastěji 3–5, výjimečněji 1–7 bílých vajec o rozměrech 73×53 mm. Inkubuje samec i samice po dobu cca 33 dní. K prvnímu letu čápat dochází mezi 54.–70. dnem, úplné osamostatnění nastává za další 1–3 týdny. Může se dožít více než 39 let. Jediným hlasovým projevem čápů je syčení, mnohem typičtější je klapání zobáky, které čápi často používají na hnízdištích.
Zejména díky tomu, že čápi hnízdí v blízkosti lidských sídlišť, se již od pradávna objevují ve folklóru a pověstech. Snad nejznámější evropskou pověrou je, že čápi nosí děti. Česká pranostika konstatuje, že „na svatého Řehoře čáp letí za moře, žába hubu otevře, líný sedlák, který neoře“. Čáp bílý je národním ptákem Litvy, Polska a Běloruska a objevuje se ve znaku Haagu i řady jiných evropských měst. Pták široce pronikl rovněž do literatury a je ztvárněn na četných uměleckých dílech.

## Systematika
O čápu bílém psal již v 17. století anglický ornitolog Francis Willughby. Willughby čápa popsal na základě náčrtku zaslaného jeho přítelem, anglickým přírodovědcem Thomasem Brownem, který ptáka pozoroval na pobřeží anglického Norfolku. Willughby čápa pojmenoval Ciconia alba, čili doslova „čáp bílý“. Za první „vědecký“ popis a první platné jméno se však považuje až popis švédského zoologa Carla Linného z roku 1758; Linné dal čápu jméno Ardea ciconia. Rok 1758 se totiž považuje za formální počátek zoologické taxonomie a jména před tímto datem nebývají zohledňována pro určení prvních jmen a popisů.
O dva roky později (1760) francouzský zoolog Mathurin Jacques Brisson přeřadil druh do rodu Ciconia, čímž vzniklo současné pojmenování Ciconia ciconia. Slovo „ciconia“ pochází z latinského cǐcōnia a podle antických autorů má nejspíš původ ve slovese canere (zpívat, zvučet), odkazujícím na čapí klapání zobákem. Staročeský ekvivalent czap (čáp) se objevuje již v latinských pramenech ze čtrnáctého století a vznikl pravděpodobně odvozením od názvu czapľa, označujícího nohatého ptáka.
Rozlišují se dva poddruhy:
- čáp bílý evropský (Ciconia ciconia ciconia (Linnaeus, 1758)) – hnízdí v Evropě, severozápadní Africe a  Západní Asii, zimuje v Africe.
- čáp bílý středoasijský (Ciconia ciconia asiatica Severtsov, 1873) – hnízdí ve střední Asii, zimuje na jihu Asie.

Dříve byl mezi poddruhy čápa bílého uváděn také čáp východní (Ciconia boyciana), avšak moderní taxonomie jej považuje za samostatný druh.
Na ostrově Rusinga na Viktoriině jezeře v Keni byly nalezeny fosilní pozůstatky čápa staré 6 až 24 milionů let. Podle kosti není nicméně možné určit, zda patří čápu bílému nebo černému, jelikož si jsou oba druhy osteologicky extrémně podobné.

## Popis

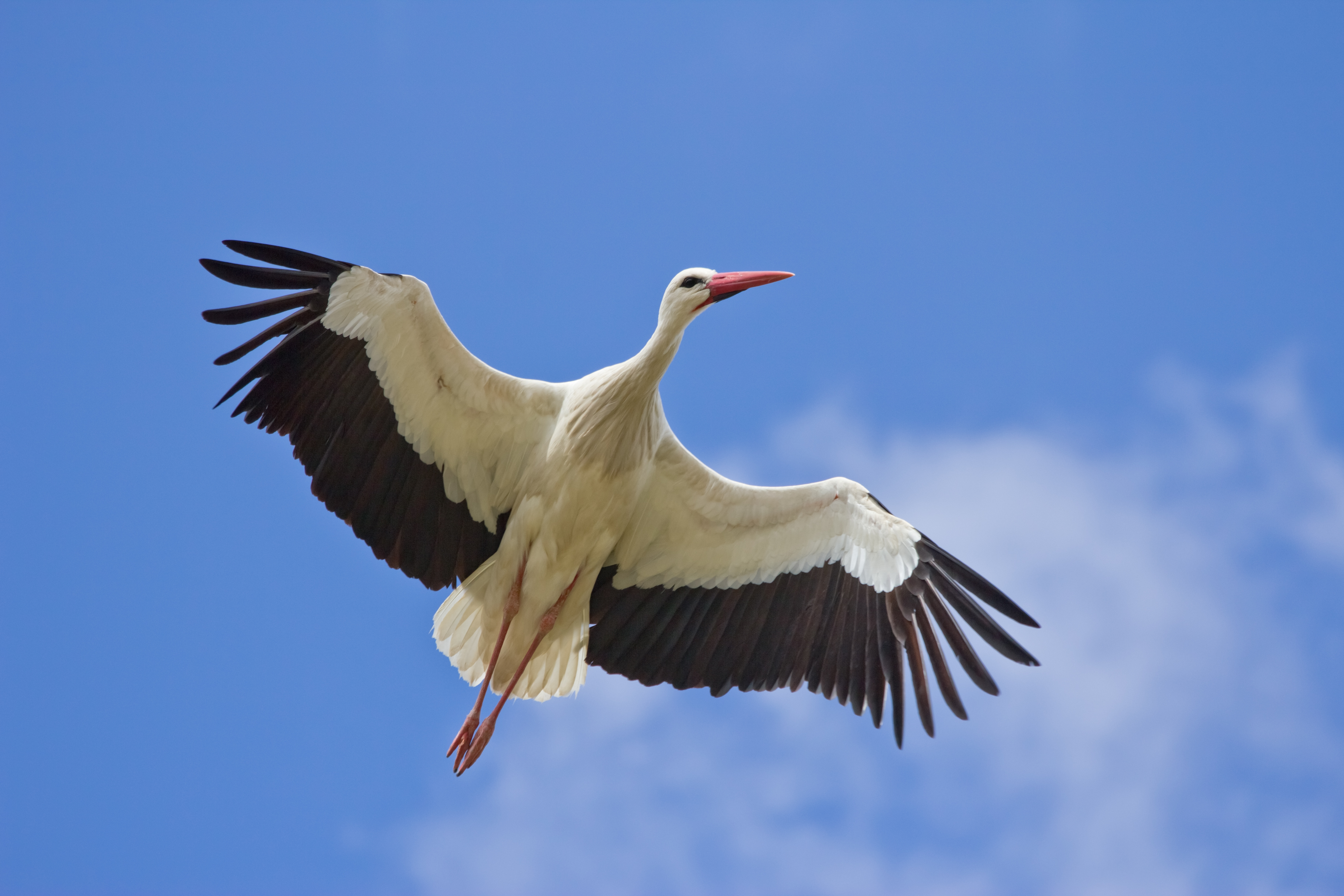
Čáp bílý v letu s patrným bílým opeřením, černými letkami a červeným zobákem a nohama

Jedná se o velkého ptáka s dlouhým krkem, zobákem, křídly i nohama. Délka těla dosahuje 95–110 cm a rozpětí křídel 180–218 cm. Hmotnost se pohybuje v rozmezí 2,3–4,4 kg. Zobák je dlouhý 14–19 cm. Samec i samice jsou vzhledově stejní, avšak samec je v průměru o trochu větší a mívá mohutnější zobák.
Většina opeření je bílá, letky jsou černé, zobák a nohy červené. Duhovky jsou tmavě hnědé nebo šedé. Peří na hrudi je prodloužené a utváří jakýsi límec, který se může během námluv ztopořit. Nohy jsou někdy spíše šedé až bílé, což je způsobeno světle zbarveným trusem, který čápi záměrně vylučují na své nohy, čímž se ochlazují.
První opeření čápat po narození je krátké, řídké a krémově bíle zabarvené. V prvním týdnu jejich života se začíná objevovat hustší a nadýchanější, čistě bílé opeření. Váha čerstvě narozených čápat je 70–77 g. Kolem třetího týdne se začínají objevovat tmavě zbarvené letky. Nedospělí čápi mají matněji zbarvené opeření (letky jsou převážně světle černé), nohy a zobák jsou matně červené a zobák má navíc ještě černou špičku. Jedinec subsp. asiatica je v tu dobu navíc o něco větší než subs. ciconia.
Vedle červeného zobáku a nohou mají čápi i červeně zbarvenou kůži v oblasti brady a krku. Toto zbarvení je způsobeno astaxanthinem, přírodním koretoneidovým barvivem, které se přirozeně vyskytuje v potravě. Nohy čerstvě vylíhlých čápat jsou růžové a po narození postupně tmavnou do šedočerna. Matně červené zbarvení nohou, které je typické pro nedospělé jedince, se objevuje až po opuštění hnízda. Ve výjimečných případech se může stát, že pokud mají mladí čápi k dispozici stravu bohatou na karotenoidy, mohou mít ptáčata své zobáky a nohy zbarvené skoro tak sytě červeně jako dospělí jedinci. Čápata některých populací mohou mít šedočerně zbarvené nohy se světle žlutými až naoranžovělými skvrnami.
Díky velikosti čápů a jejich výraznému opeření je lze na zemi jen těžko zaměnit za jiné druhy. V letu lze čápa zaměnit s některými jinými velkými druhy ptáků jako je pelikán bílý, oproti kterému má čáp bílý natažený krk, nohy dalece přesahují tělo a čáp se déle pohybuje ve vzduchu krouživými pohyby bez mávání křídel. Oproti jeřábům mají čápi kratší krk a jejich nohy tolik nepřesahují tělo. Sup mrchožravý má podobnou velikost i zbarvení těla, avšak dlouhý krk čápa a nohy přesahující tělo jsou jasně identifikovaným znakem čápů.

## Rozšíření a populace
Subsp. ciconia hnízdí v mnohých oblastech střední, východní i západní Evropy. Hnízdiště sahají na sever až k Pobaltí a do jižního Švédska, avšak ve Finsku a Norsku se vyskytují jen zatoulanci. K mimoevropským hnízdištím patří hlavně severní Afrika a západní Asie. V roce 1933 bylo poprvé zaznamenáno hnízdění čápů i v Jihoafrické republice u Calitzdorpu a od 60. let 20. století i u jihoafrického Bredasdorpu. Populace čápů hnízdících v tomto státě je však minimální (nižší desítky čápů). V roce 2020 čápi poprvé po 606 letech zahnízdili i v Británii. Poddruh ciconia zimuje primárně v sub-saharské Africe, avšak částečně i Indii, Izraeli, severní Africe či Jižní Evropě.
Většina evropské populace je soustředěna do východní části Evropy. Nejvíce párů hnízdí v Polsku (cca 47 000), Španělsku (33 000), na Ukrajině (28 000), v Bělorusku (21 000), Litvě (20 000), Lotyšsku (10 000), Portugalsku (11 000) a Rusku (10 000). Stavy v některých západoevropských zemích zůstávají i přes intenzivní ochranná opatření nízké – např. ve Francii podle odhadů z let 2007–2011 hnízdilo 1300–1900 párů, v Německu se celkový počet párů v letech 2005–2009 odhadoval na cca 1300–3200.
Subsp. asiatica hnízdí ve střední Asii (oblast Turkestánu, Turkmenistán, Kyrgyzstán, Uzbekistán, jižní Kazachstán). K roku 2005 se celková populace čápů subsp. asiatica odhadovala na 2230–2500 jedinců. Zimují od Íránu po severní Indii.
Celková populace čápů se odhaduje na cca 700–704 tisíc jedinců, počet čápů hnízdících v Evropě se odhaduje na 447–495 tisíc.

### Výskyt v Česku

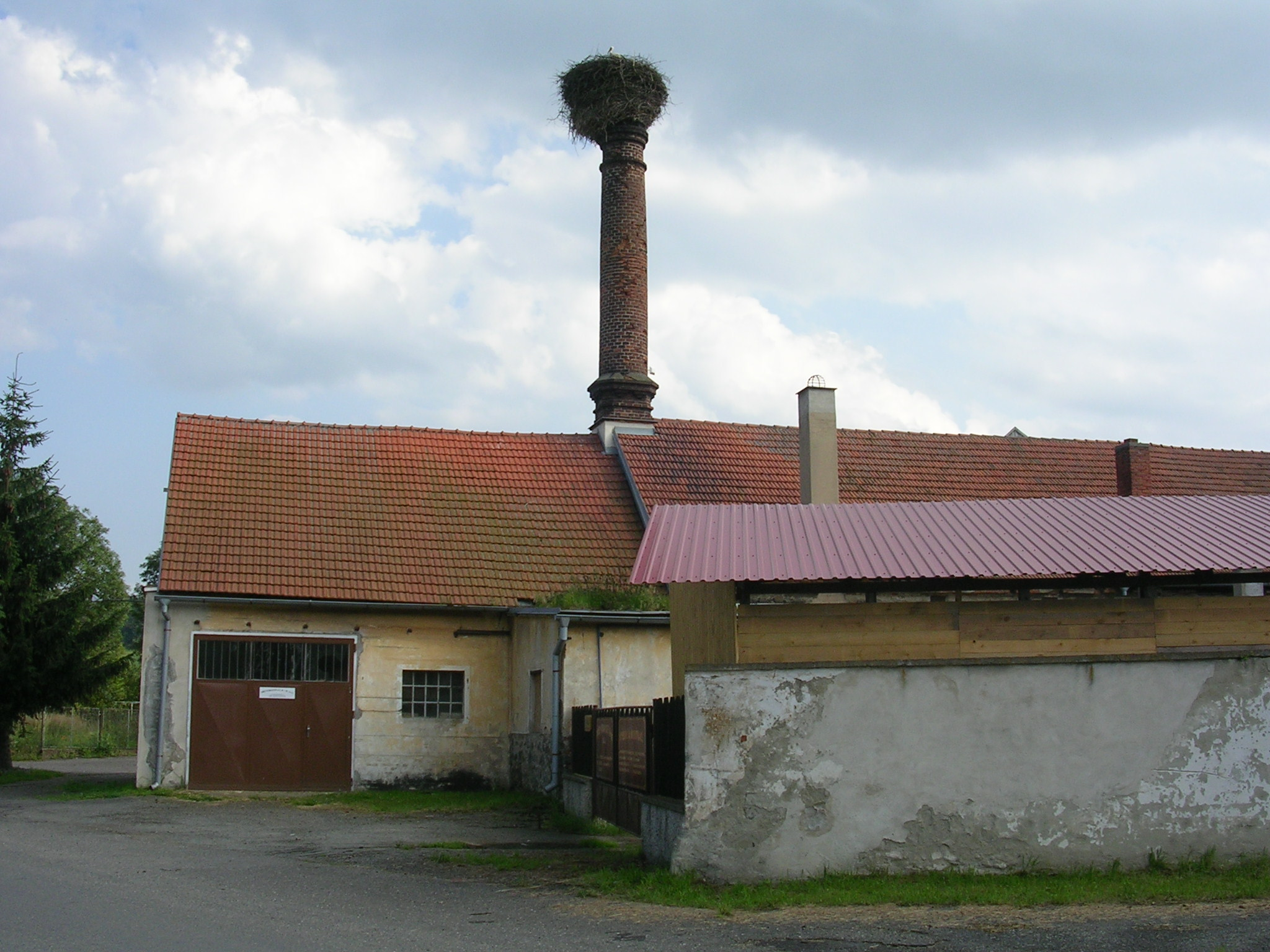
Hnízdo na komíně pivovaru v Třebnici u Sedlčan

Na území Česka hnízdí čápi bílí už od pradávna – první zmínka o čápech pochází již z roku 1336. Čáp v oblasti Česka však nikdy nebyl hojným druhem a až do konce 19. století vzácně hnízdil prakticky pouze na Třeboňsku, Písecku a jižní Moravě. Šířit se začal až na počátku 20. století; při prvním sčítání v roce 1934 bylo na celém tehdejším českém území 194 hnízd s mláďaty, roku 1958 byla velikost celkové populace odhadnuta na 459 párů a v roce 1984, kdy začalo pravidelné každoroční sčítání, již na 648 párů. V roce 2001 bylo v Česku zaznamenáno 1282 hnízd, z čehož bylo obsazeno celým párem 901 hnízd a alespoň jedno mládě bylo vyvedeno z 634 hnízd.
K roku 2021 bylo v Česku zaznamenáno hnízdění na 571 hnízdech, na kterých čeští čápi vyvedli 1567 mláďat. Celkově se na území Česka nachází přes 1400 hnízd. Čápi vůbec nehnízdí v oblasti Prahy a Brna, naopak největší populace jsou soustředěny v Moravskoslezském kraji. Podle sčítání z roku 2014 byl dominantním podkladem hnízda českých čápů vysoký komín (49 %), ostatní hnízda se nacházela na nižších komínech, střechách budov, sloupech vysokého napětí, čapích podložkách (deska zvláště připravená pro hnízdění čápů) a nejméně hnízd bylo na stromech. Populace českých čápů je považována za stabilní, nicméně na lokální úrovní se může lišit. Celkový počet českých čápů se odhaduje na cca 3000.

## Biologie a chování

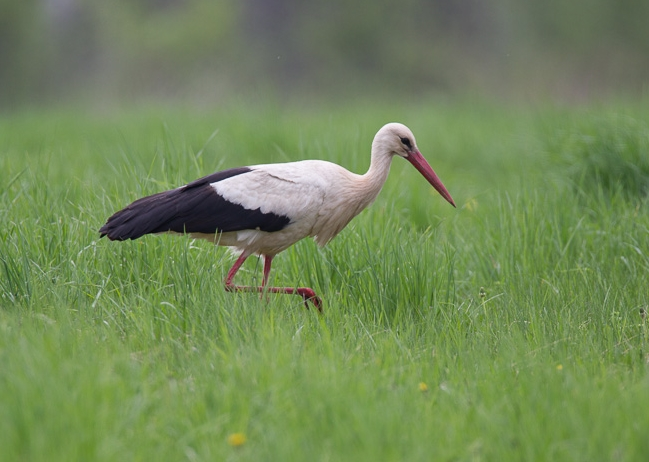
Čáp bílý v trávě

Čápi hřadují ve stoje na jedné noze se zobákem zabořeným v peří. Tento postoj omezuje tepelnou ztrátu skrze zobák a nohu. I když čápi dovedou plavat, pouze výjimečně tak činí.

### Stanoviště
Čápi vyhledávají otevřenou krajinu s rozmanitými vlhkostními podmínkami bez hustého zalesnění s pouze řídce rozmístěnými stromy. V severních částech areálu rozšíření jsou čápi spojováni hlavně s vlhkými biotopy jako jsou mokřady, vlhké louky, bažiny, záplavová území, rybníky, jezera či okolí pomalu tekoucích vodních toků. V jižních částech areálu se čápi běžně vyskytují v suchých oblastech savan a stepí. Pro čápy je důležitá nízká vegetace, která jim umožňuje lov potravy, jako jsou větší bezobratlí a menší obratlovci. Většinou obývají nížiny (Polsko, Pobaltí), avšak mohou se vyskytovat i ve vysokých nadmořských výškách do 3500 m n. m. (Kavkaz) a migrující jedinci byli zaznamenáni v nadmořských výškách 4300 m n. m. (Himálaj). Čápi se vyhýbají hustým lesům a studeným oblastem i oblastem s vysokým množstvím srážek, neboť chladné počasí spolu s vysokými srážkami mívá negativní vliv na hnízdní úspěšnost čápů.

### Komunikace
Jediným vokálním projevem dospělých a nedospělých čápů je syčení, ke kterému dochází na hnízdě. Mláďata žebrají o jídlo zvukem, jenž připomíná mňoukání kočky. Hlavním zvukovým projevem čápů je rychlé klapání zobáků. Tento zvuk vyprodukovaný narážením horní a spodní poloviny zobáku byl přirovnán ke vzdálenému zvuku kulometu. Ke klepání zobáku dochází u čápat již od prvního dne po vylíhnutí, avšak jejich měkké zobáky vydávají jen měkký, tichý zvuk. Ke klapání dochází hlavně na hnízdě jako vítací signál pro čápa vracejícího se na hnízdo. Čápi hodně klapou i během námluv. Během klapání čáp často zvrátí hlavu dozadu, občas až na záda, a načepýří prodloužená pera na krku.

### Tah

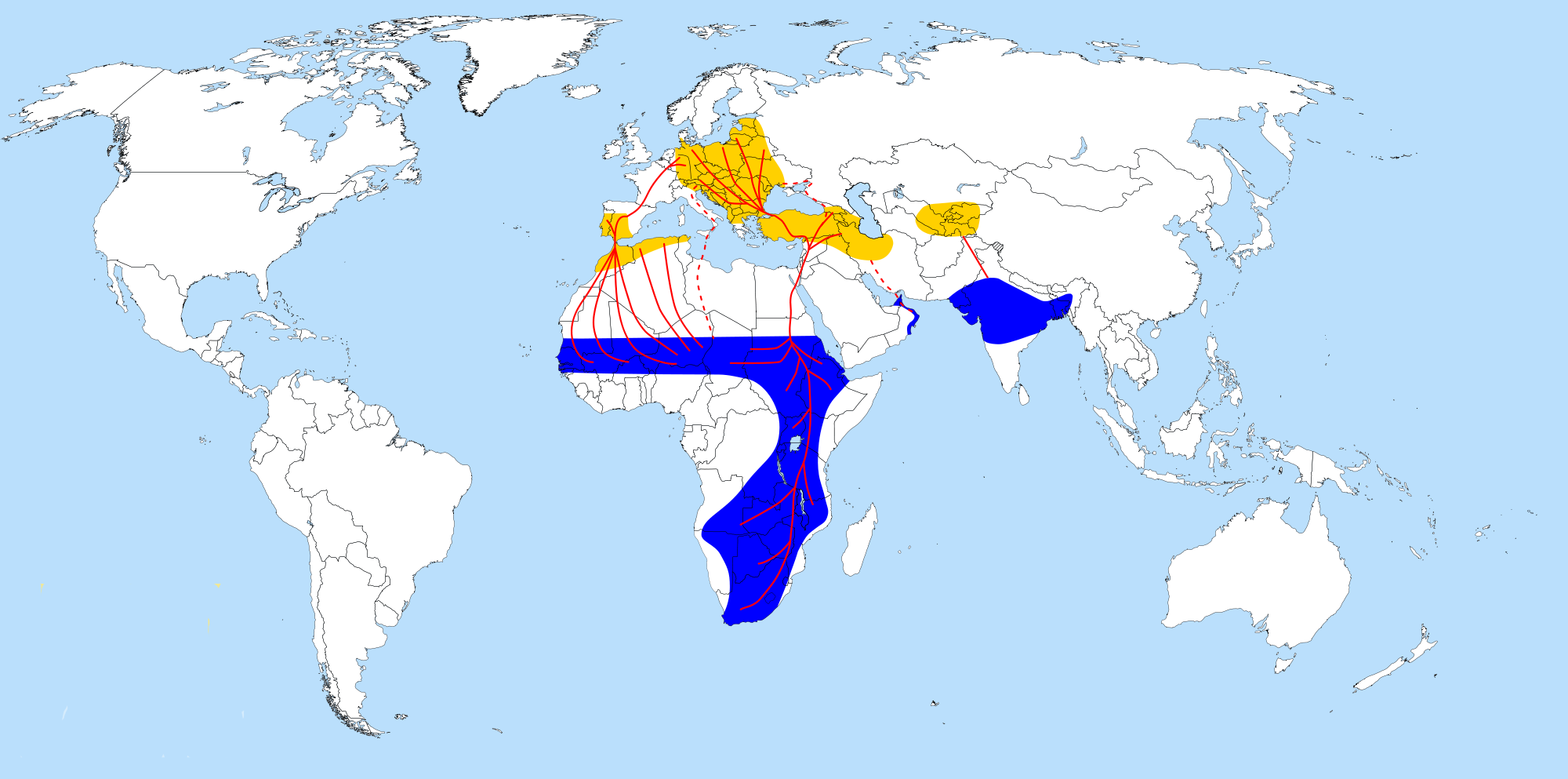
Tahy čápů mezi hnízdišti (žlutě) a zimovišti (modře) s tahovými cestami vyznačenými červenou linkou

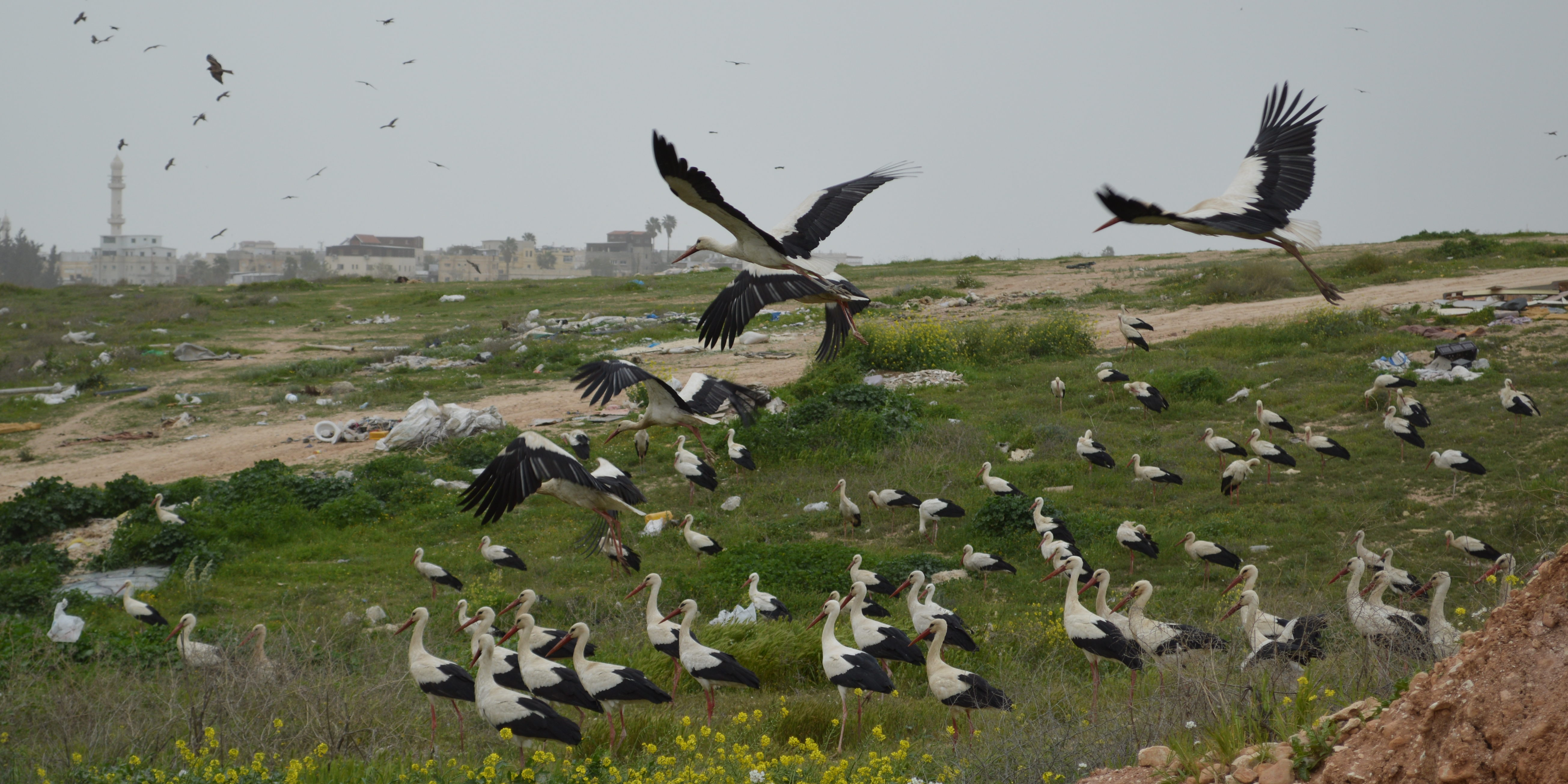
Hejno čápů při tahové zastávce v Izraeli

Čáp bílý je tažný pták, který každoročně vykonává migraci z hnízdišť ve vyšších zeměpisných šířkách do jižněji položených, teplejších zimovišť. Jde o denního migranta táhnoucího ve větších hejnech čítajících desítky, stovky a někdy i tisíce ptáků. Většinu vzdálenosti urazí pomocí plachtění, při kterém využívá stoupavých termálních proudů nad pevninou, které jej vynesou až do 1500 m. Z tohoto důvodu se vyhýbá překračování rozsáhlejších vodních ploch, kde termální větry nejsou dostupné a čápi musí využívat energeticky náročného třepotavého letu. Nechuť čápů překračovat vodní plochy lze vysledovat i u Gibraltarského průlivu, který čápi překračují přes jeho střední část nedaleko Tarify, kde je průliv nejužší (16 km). Čápi jsou nicméně schopni překročit velké vodní plochy, o čemž svědčí nálezy zatoulaných jedinců v Irsku, na Madeiře, Kanárských ostrovech, Kapverdech, Seychelech, Azorech, Islandu nebo dokonce ostrova svaté Heleny a karibských ostrovů Antigua a Martinik.
Při třepotavém letu čápi pomalu, rozvážně máchají křídly o intenzitě cca 170 mávnutí za minutu. Létají rychlostí cca 40–47 km/h. Podle studie porovnávající energetickou efektivitu letů dospělých a nedospělých jedinců (tzn. čápů v prvním roce života) z Německa bylo zjištěno, že nedospělí čápi používali třepotavého letu během své první migrace o 23 % více než dospělci. Bylo odhadnuto, že nedospělí čápi takto spotřebují až o 14 % více energie než dospělci. Nedospělí čápi zároveň nestrávili více času na tahových zastávkách než dospělí čápi, se kterými se mladí čápi snažili udržet rychlost tahu. Je tedy možné, že vysoká mortalita u mladých čápů je spojena s vysokou energetickou náročností letu nejen přímo (tzn. mladí čápi zemřou vyčerpáním, protože ještě nejsou tak zdatní letci), ale i nepřímo (tzn. vyčerpaní mladí čápi jsou spíše uloveni lidmi nebo predátory, než méně unavení dospělci). Během tahu mohou být ptáci donuceni kvůli špatnému počasí volit trasu přes otevřené moře. V roce 2020 bylo na Kypru pozorováno přes 7 tisíc čápů, kteří tam byli patrně odváti nepříznivým počasím.
Ptáci z evropských populací se na podzimní tah vydávají od srpna (mladí ptáci o několik dnů dříve než dospělý pár) a migrují dvěma hlavními tahovými cestami – západní, vedoucí přes Gibraltar do západní Afriky, a východní, která vede přes Turecko do východní, jihovýchodní a jižní Afriky. Hranice mezi těmito tahovými cestami leží mezi Rýnem a Labem (tedy i na území Česka) a obě populace se v této oblasti mísí. Ptáci z Česka se do Afriky vydávají převážně jihovýchodním a méně (především ptáci ze západních a jižních Čech) i jihozápadním směrem přes Německo, Francii a Španělsko. Na zimovištích většinou nesetrvávají dlouho; staří ptáci se na jarní tah vydávají zpravidla během února, někteří (hlavně mladí) ptáci se však občas do Evropy nevracejí vůbec a v Africe setrvávají i následující letní období. Jarní tah je výrazně rychlejší než podzimní a čápi při něm dělají i méně zastávek.
V době zimování v Africe dochází k přesunům čápů v masivních měřítkách v závislosti na dostupnosti tamější potravy, jako jsou hejna sarančat. V případě hojnosti potravy se čápi mohou slétávat do oblasti po tisících i desetitisících. Během kalamity blýskavek (můr) v Tanzanii v lednu 1987 bylo pozorováno na 25 km² hejno čápů o počtu kolem 100 tisíc jedinců.

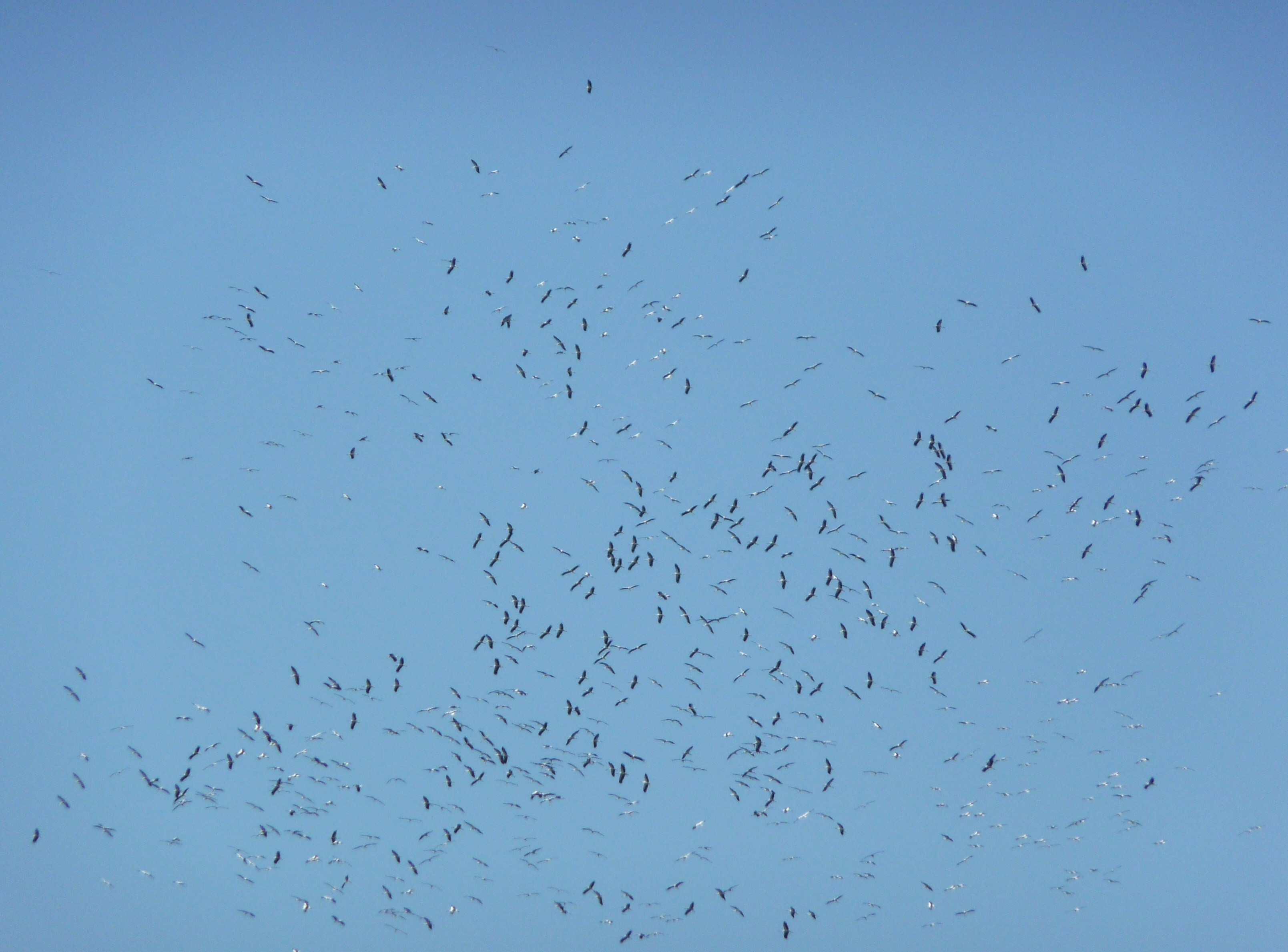
Obří hejno čápů nad Istanbulem

Čeští čápi mohou hnízdit mj. v Etiopii, Keni, Ugandě, Tanzanii, Mosambiku a Zimbabwe. Nejvíce českých čápů však zimuje až na samém cípu Afriky v Jihoafrické republice (JAR). Čápi zimující v JAR uletí cestou na zimoviště a zpět více než 20 000 km, což představuje vůbec nejdelší tažnou trasu ze všech ptáků hnízdících v Česku. Během podzimního tahu denně zdolají vzdálenost kolem 200 km, na jarním tahu okolo 300–400 km. 25letý čáp může mít nalétáno i přes 500 000 km. Čápi mají informaci o přibližné trase tahu geneticky zafixovanou, avšak sociální učení hraje významnou roli ve výběru konkrétní, efektivní trasy.
Ve 21. století přibývá také případů přezimování v jižní Evropě (např. ve Španělsku, Francii, Bulharsku) a na Blízkém východě, což bývá připisováno mírnějším zimám a také větší potravní nabídce. Lákavé jsou pro čápy hlavně skládky odpadu na Iberském poloostrově. Tyto skládky poskytují některým populacím natolik bohatý zdroj potravy, že čápi nemají potřebu se na tah vůbec vydávat. Populace čápů hnízdících ve Španělsku byla původně z většiny migrační, avšak následkem skládek až 80 % čápů hnízdících ve Španělsku na zimu netáhne, ale zůstává na místních skládkách. Počet čápů zimujících v Portugalsku narostl z 1187 v roce 1995 na 10 200 v roce 2008 a na cca 14 000 v roce 2014. Primární příčinou je snadná dostupnost potravy skládek. Čápi se mohou rozhodnout netáhnout i z jiných důvodů, jako je tělesný handicap; čápata z pozdního hnízdění někdy také netáhnou.
Subsp. asiatica migruje z oblasti Turkestánu přes Afghánistán do oblastí severní Indie a Íránu, kde se mísí s čápy subsp. ciconia.

### Rozmnožování

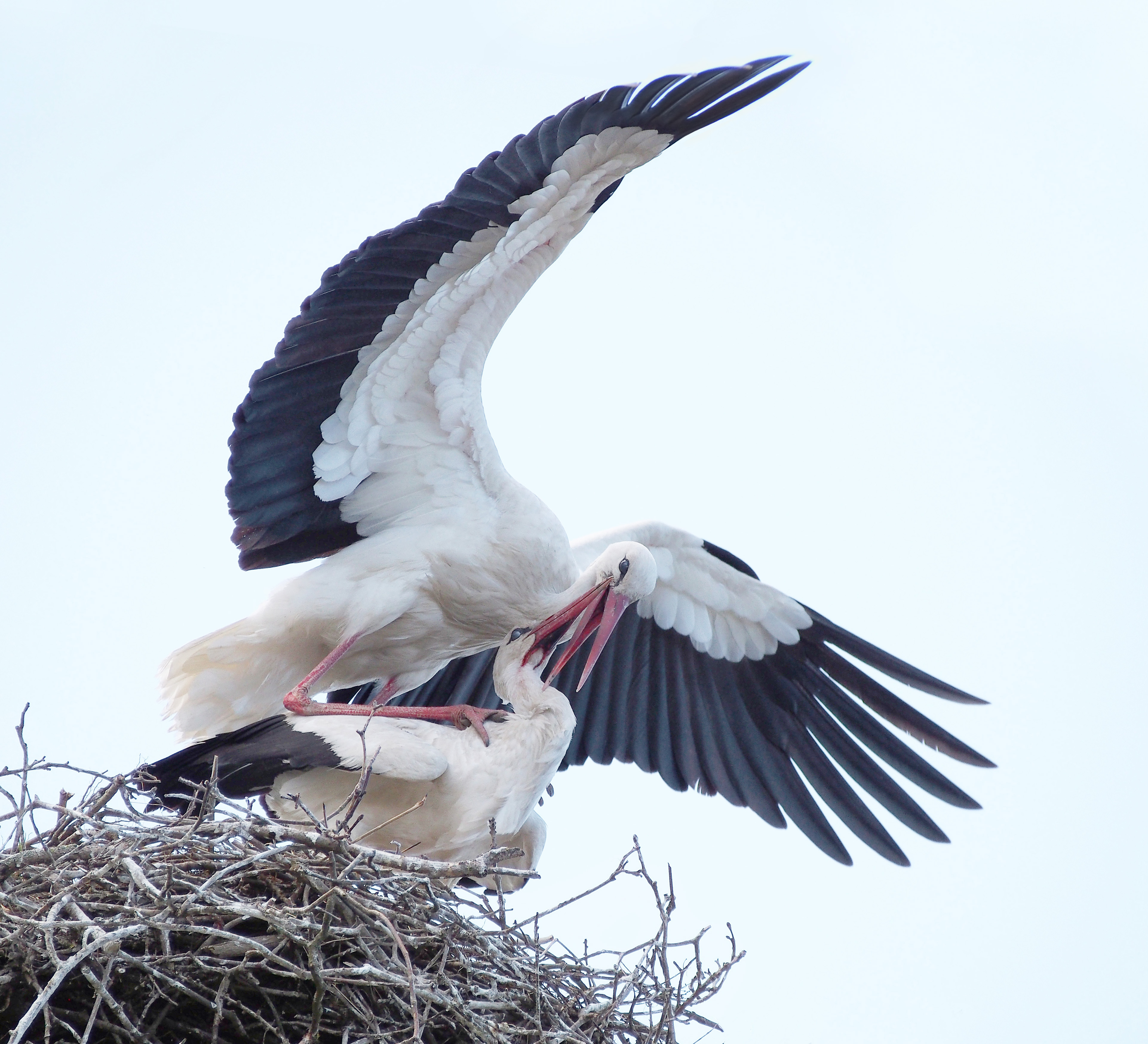
Čápi během páření

Čápi utváří monogamní páry, které spolu většinou zahnízdí každý rok. Výjimečně byla zaznamenána i bigamie, kdy jeden samec obstarával dvě samice na dvou hnízdech. Hnízdí jednotlivě nebo ve volných koloniích, které někdy mohou čítat až tucet, a výjimečně i mnohem více hnízd na téže struktuře (např. opuštěném kostelu). Zatímco v Česku převažuje solitérní způsob hnízdění, v zemědělských oblastech Polska, Rumunska nebo Španělska se lze často setkat s čapími koloniemi.
Při výběru hnízda je pro čápy důležitý hlavně snadný přístup k potravě. Na hnízdiště obvykle jako první přilétá koncem března nebo začátkem dubna samec, který obsazuje pokud možno loňské hnízdo a hájí ho před ostatními samci. Po příletu samice se na něm oba ptáci zdraví hlasitým klapáním zobákem. V případě, že je samec volný a všimne si ho nezadaná samice, tak samice dosedne na hnízdo. V případě zájmu ze strany samce si samec podřepne jakoby seděl na vejcích, zčepýří své prodloužené krční peří a s hlavou obrácenou k samici začne třepat hlavou ze strany na stranu. Pokud to samici dostatečně okouzlí, následuje předvádění letek, během něhož hlavně samec ve stoje natahuje svá křídla, kterými pomalu mává nahoru a dolů. Celý namlouvací rituál je završen kopulací, při níž samice sedí, stojí nebo leží a čáp si na ni zezadu přisedne. Kopulace trvá kolem 20 vteřin a může se opakovat až 10× denně.

#### Hnízda

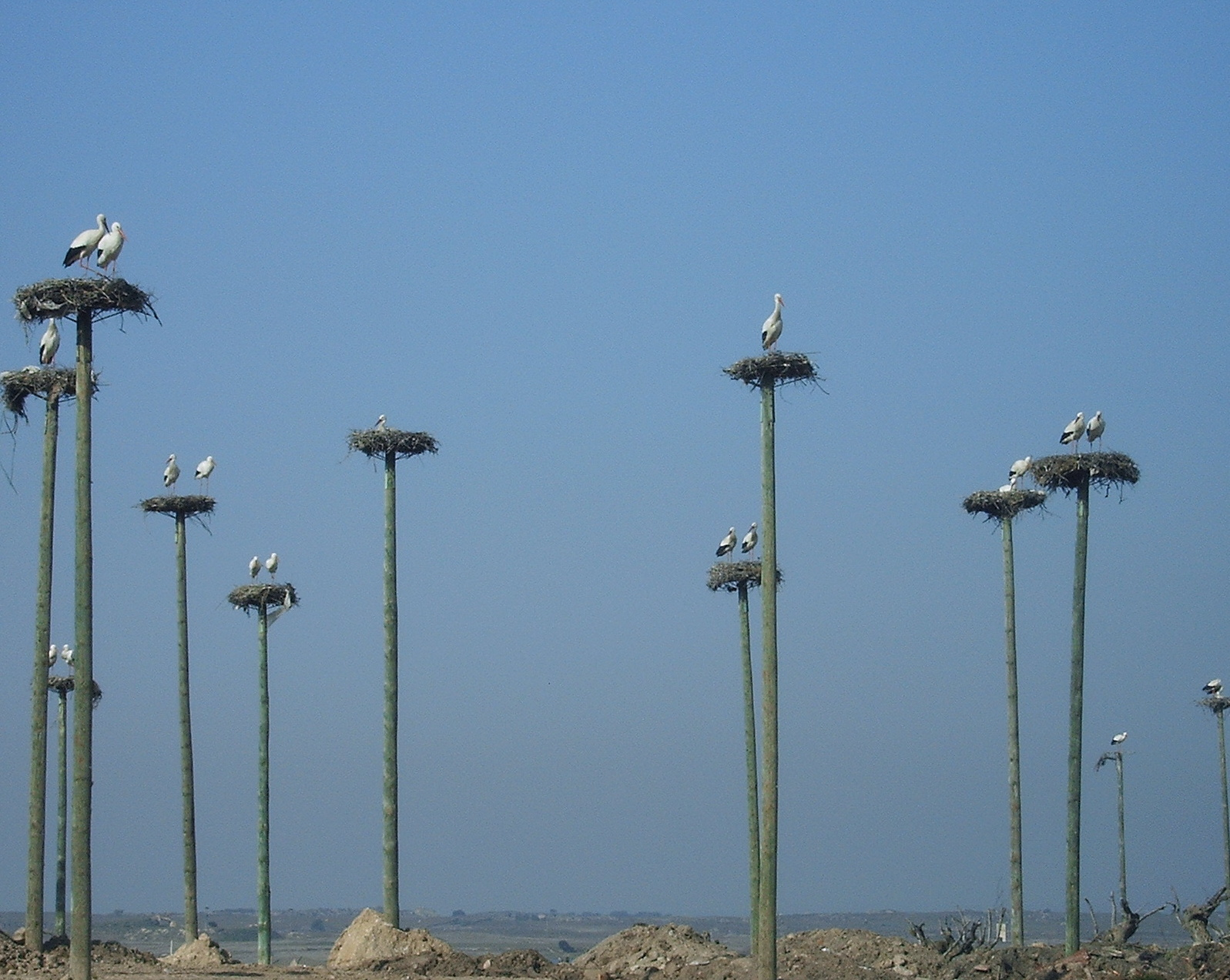
Hnízdní sloupy poskytnuté čápům u španělského města Cáceres

Hnízdo stavějí oba členové páru – většinou využívají starší hnízdo, avšak mohou si postavit i nové. Stavba nového hnízda může zabrat pouhých osm dní. Hnízda bývají umístěna nejčastěji na lidských stavbách jako jsou střechy, komíny, sloupy vysokého napětí či kostelní věže. Hnízdění na lidských obydlích je doloženo již od středověku, například v díle Fridricha II. Štaufského De arte venandi cum avibus. V Řecku si čápi nejčastěji staví hnízda na sloupech vysokého napětí. Méně často hnízdí i na přírodních podkladech jako jsou stromy, velké kaktusy (např. ve Španělsku), skalní římsy a výjimečně i na zemi.
Stavebním materiálem jsou suché větve. Kotlinka je vystlána drny, trávou, srstí zvířat, méně často obsahuje i textilie a jiné odpadky včetně kusů igelitu nebo provázků. Nové hnízdo mívá průměr 80 cm a výšku 15–30 cm, každý rok však bývá trochu přistavováno, takže může časem dosahovat značných rozměrů (výšky přes 3 m a průměru až 2 m). Hnízda mohou existovat desítky i stovky let. Dospělí i nedospělí čápi nekálí přímo do hnízda, ale postaví se na okraj hnízda s ocasem vystrčeným ven, načež dojde k vyměšování. V češtině se tomu někdy říká vyčápnutí.
Kolem 80 % mladých čápů poprvé zahnízdí do 50 km od svého rodného hnízda. Občas se stává, že k zahnízdění dojde ve smíšených koloniích, např. ve Španělsku s volavkami rusohlavými. Věrnost hnízdišti je u čápů vysoká. Obecně se dá říci, že čím je čáp starší, tím méně u něho dochází ke změně hnízda – mladí čápi mění hnízda častěji. Výběr hnízdiště je částečně ovlivněn i osobními preferencemi.

#### Mláďata

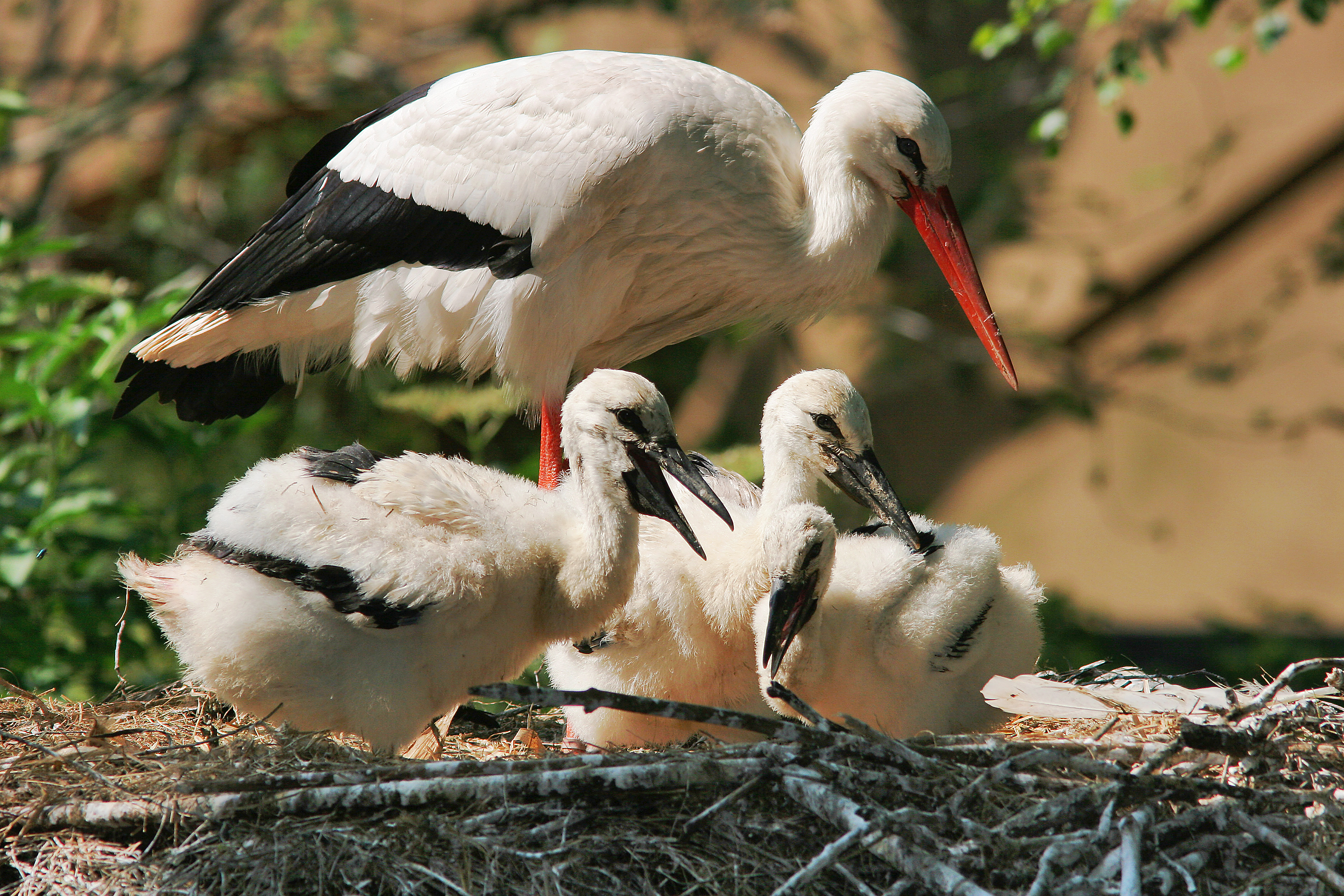
Hnízdo s mláďaty

Čáp bílý hnízdí jednou ročně od dubna do srpna. Snůška čítá nejčastěji 3–5, výjimečněji 1–7 bílých vajec o rozměrech 73×53 mm. Vejce jsou kladena v 1–4denních, nejčastěji dvoudenních intervalech. Inkubace začíná od snesení prvního vejce a trvá přibližně 33 dnů. Na vejcích sedí střídavě oba rodiče. Mláďata se líhnou postupně a je tak mezi nimi patrný věkový rozdíl. K utlačování mladších mláďat staršími sourozenci na hnízdě nedochází, ale slabší mláďata mohou být občas zabita rodiči. Děje se tak v případě nedostatku potravy, kdy se dospělí ptáci zabitím nejslabších mláďat snaží zajistit větší šanci na přežití zbylých potomků. Ačkoli je tento způsob rychlý a efektivní, bývá praktikován jen vzácně.
Mláďata jsou krmena regurgitací potravy. Do věku 5–6 dní je to co hodinu, následujících deset dní cca co 2 hodiny. Zatímco jeden z rodičů shání potravu, druhý rodič zůstává na hnízdě a stráží mláďata. Mláďata se ve stáří 14 dnů začínají držet na nohou a od 25. dne již na hnízdě zpravidla stojí. První let nastává mezi 54.–70. dnem, k úplné samostatnosti dochází za další 1–3 týdny. Po vyhnízdění se rodiny slučují do menších i větších hejn, ve kterých později táhnou do zimovišť.
Hnízdní úspěšnost se liší podle oblasti a sezóny – zaznamenány byly hodnoty mezi 0,8–3,4 odchovanými mláďaty na jedno hnízdo. V Česku bylo mezi lety 1984–2014 stabilně vyváděno kolem 2,6 mláděte na hnízdo. Obecně se dá říci, že starší jedinci se vrací ze zimovišť na hnízdiště dříve než nedospělí, jejich snůšky jsou větší a vyvedou více mláďat než nedospělí jedinci. Výjimečně může docházek k náhradním snůškám. Pohlavní dospělosti dosahují ve věku 3–5 let, poprvé ale hnízdí často o 1–2 roky později. Je znám samec, který se stále pářil ve věku 25 let.

#### Mortalita, dožití

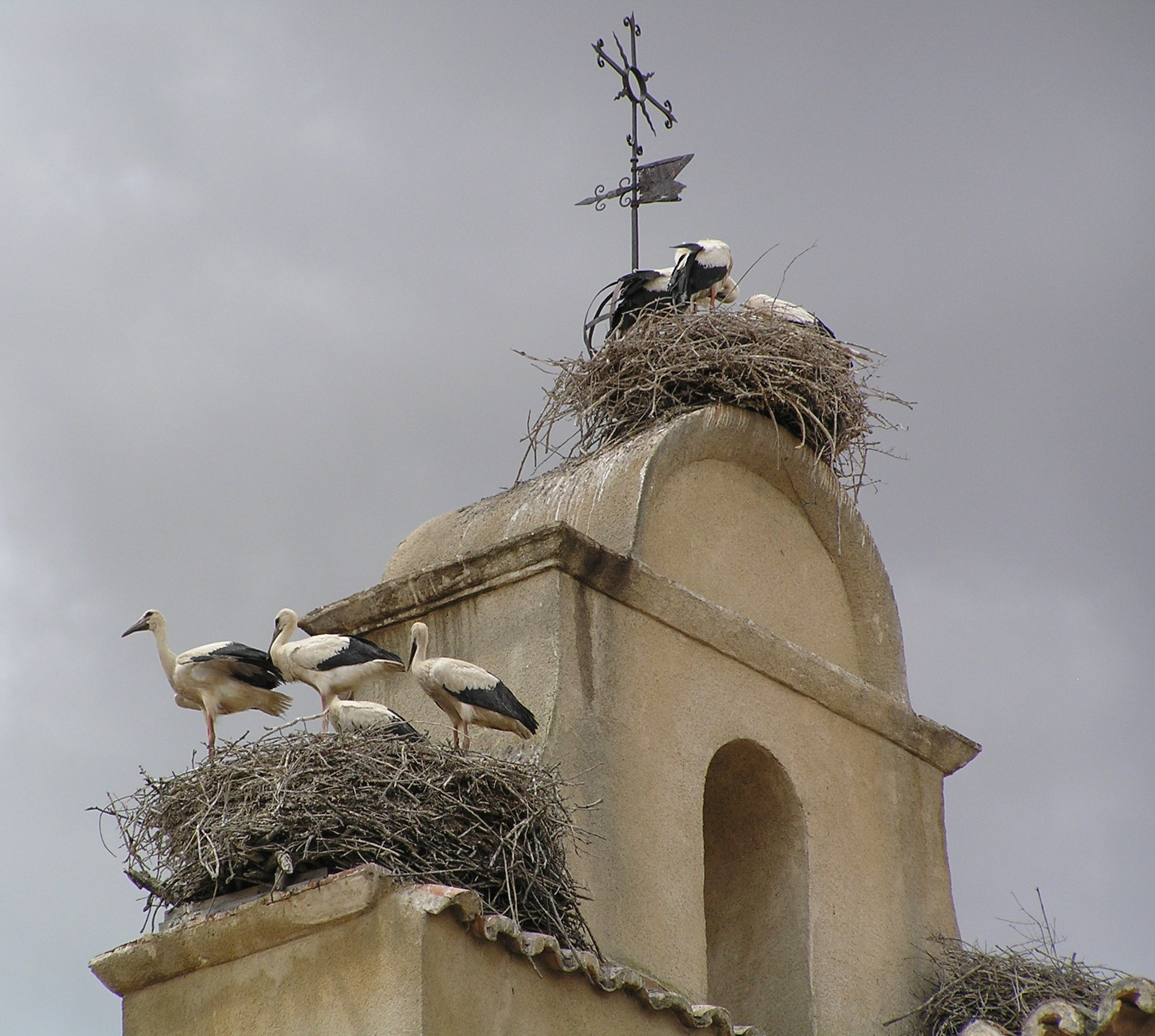
Čápi někdy tvoří malé hnízdící kolonie (na fotografii čapí hnízda ve Španělsku)

Ke ztrátám na hnízdech dochází nejčastěji z důvodu dlouhodobě nepříznivého počasí, kdy mohou malá mláďata prochladnout nebo zahynout hlady.
K poměrně vysoké úmrtnosti mláďat (ostatně i vajec a dokonce dospělců) může docházet při soubojích čápů na hnízdech. Někdy se stává, že na obsazené hnízdo zaútočí jiný čapí pár, který se snaží o převzetí hnízda. Během souboje čápi šermují zobáky, čímž může dojít ke zničení snůšky či usmrcení čápat i dospělců. Největší rivalita je mezi čápy téhož pohlaví. Délka dožití ve volné přírodě je průměrně 8–10 let, avšak může se dožít i více než 39 let.

### Potrava
Čáp bílý je potravní oportunista. Loví v podstatě jakoukoliv kořist, se kterou se setká na povrchu půdy nebo v mělké vodě. Živí se hlavně drobnými savci (hraboši, krtky), hmyzem, žábami a žížalami, méně požírá také plazy, plže, ryby, měkkýše, ptačí vejce i mláďata a mršiny. Kořist vyhlíží za pomalé rozvážné chůze, na hlodavce někdy nehybně čeká u nor podobně jako volavky. Na Iberijském poloostrově patří k hlavní kořisti čápů introdukovaní raci červení. V Africe patří k nejdůležitějším zdrojům potravy sarančata a kobylky. Při pitvě čápa v Africe byly v jeho žaludku nalezeny pozůstatky 1600 sarančat. V Keni byl dokonce pozorován mladý čáp, který se přejedl sarančaty natolik, že nemohl vzlétnout.

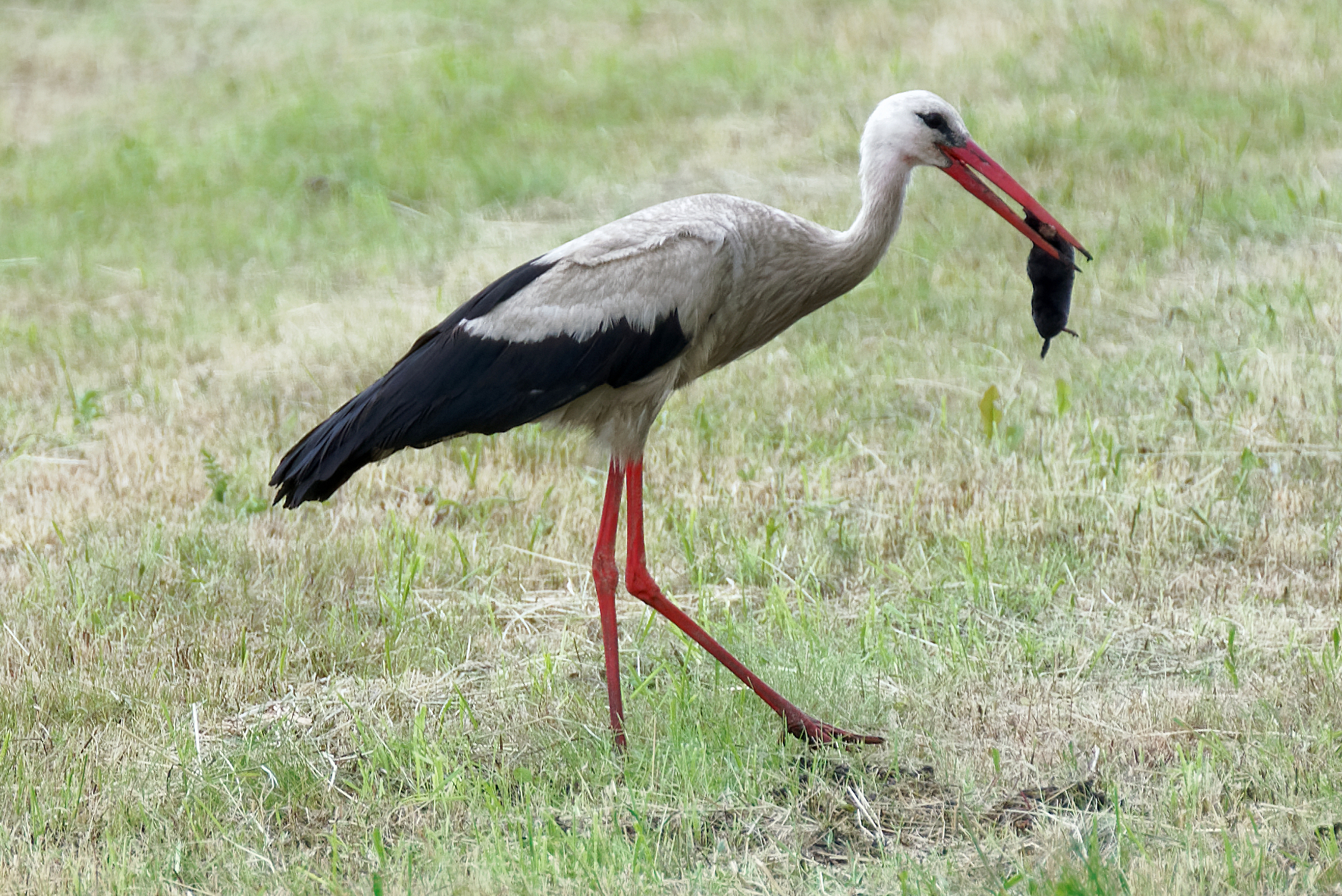
Čáp bílý s uloveným krtkem

Sběr potravy čápů je někdy spojován s následováním rozhrnovačů půdy, jako jsou stroje (typicky traktory na poli) nebo zvířata (antilopy, buvoli, nosorožci, pakoni, impaly aj.). Tito rozhrnovači čapí kořist vyruší a čápi ji pak snáze naleznou a zkonzumují. Hlavně v Africe jsou čápi známí sbíráním potravy na čerstvě vyhořelých travnatých plochách.
Ke krmení dochází během dne, avšak v době hnízdění v měsícem osvětlených nocích může shánět potravu i v noci. K lovu potravy dochází typicky do 5 km vzdálenosti od hnízda. K lokaci potravy dochází především pomocí zraku, avšak alespoň některé populace dovedou reagovat na akustické signály. Experiment v Lotyšsku prokázal, že čápi jsou přitahováni kvákáním skokanů ostronosých, kteří se hlasitě projevují v době rozmnožování. Na čápech mohou kleptoparazitovat luňáci hnědí, naopak v Indii byl pozorován čáp kradoucí kořist motáku pochopovi.

### Parazité a predátoři
Čapí hnízda představují bohatý biotop pro celou řadu druhů členovců, hlístic, roztočů a hmyzu, kteří jsou v čapích hnízdech zvláště hojní v teplých měsících. Podle studie z Polska bylo ve 12 čapích hnízdech nalezeno 34 druhů čmelíkovců (Mesostigmata). Nejčastějšími druhy byly Macrocheles merdarius, M. robustulus, Uroobovella pyriformis a Trichouropoda orbicularis. Primární potravou těchto roztočů byla vajíčka hmyzu a hlístic. Jiná studie taktéž z Polska našla v čapích hnízdech 37 druhů čmelíkovců. Samotní ptáci mohou hostit řadu parazitů. Příkladem mohou být všenky Colpocephalum zebra, kteří žijí na křídlech, a Neophilopterus incompletus, jež žije na jiných částech těla jako je krk, hruď, boky či hřbet.
K přirozeným predátorům čápů patří některé velké druhy dravých ptáků, jako je orel jestřábí (Aquila fasciata), orel skalní (Aquila chrysaetos) a orel mořský (Haliaeetus albicilla). Pokud se tito dravci ocitnou v blízkosti hnízda, čápi na ně reagují zvýšenou pozorností a viditelnou nervozitou. Tito dravci mohou usmrtit jak mláďata, tak dospělé jedince. Ve střední a východní Evropě je jediným predátorem čápů orel mořský.

## Ohrožení a ochrana
Čáp bílý se v Evropě vyskytoval dlouho před tím, než lidé začali s odlesňováním a obhospodařováním krajiny. Antropomorfní zásahy do krajiny však čápům z počátků paradoxně pomohly: s úbytkem lesů došlo ke zlepšení hnízdních příležitostí, jelikož čápi preferují otevřenou krajinu s pestrými krajinnými prvky. Někdy od poloviny 19. století však došlo ke zlomu. Odlesňování a odvodňování mokřadů a luk v průmyslových měřítkách a industrializace zemědělství způsobily prudké populační poklesy a z některých zemí čáp zcela vymizel. V roce 1895 byl naposledy pozorován v Belgii, v roce 1955 ve Švédsku, roku 1950 ve Švýcarsku a roku 1991 v Nizozemí. I když se ve většině těchto zemí opět vyskytuje díky reintrodukčním programům, populace jsou jen velmi malé. 

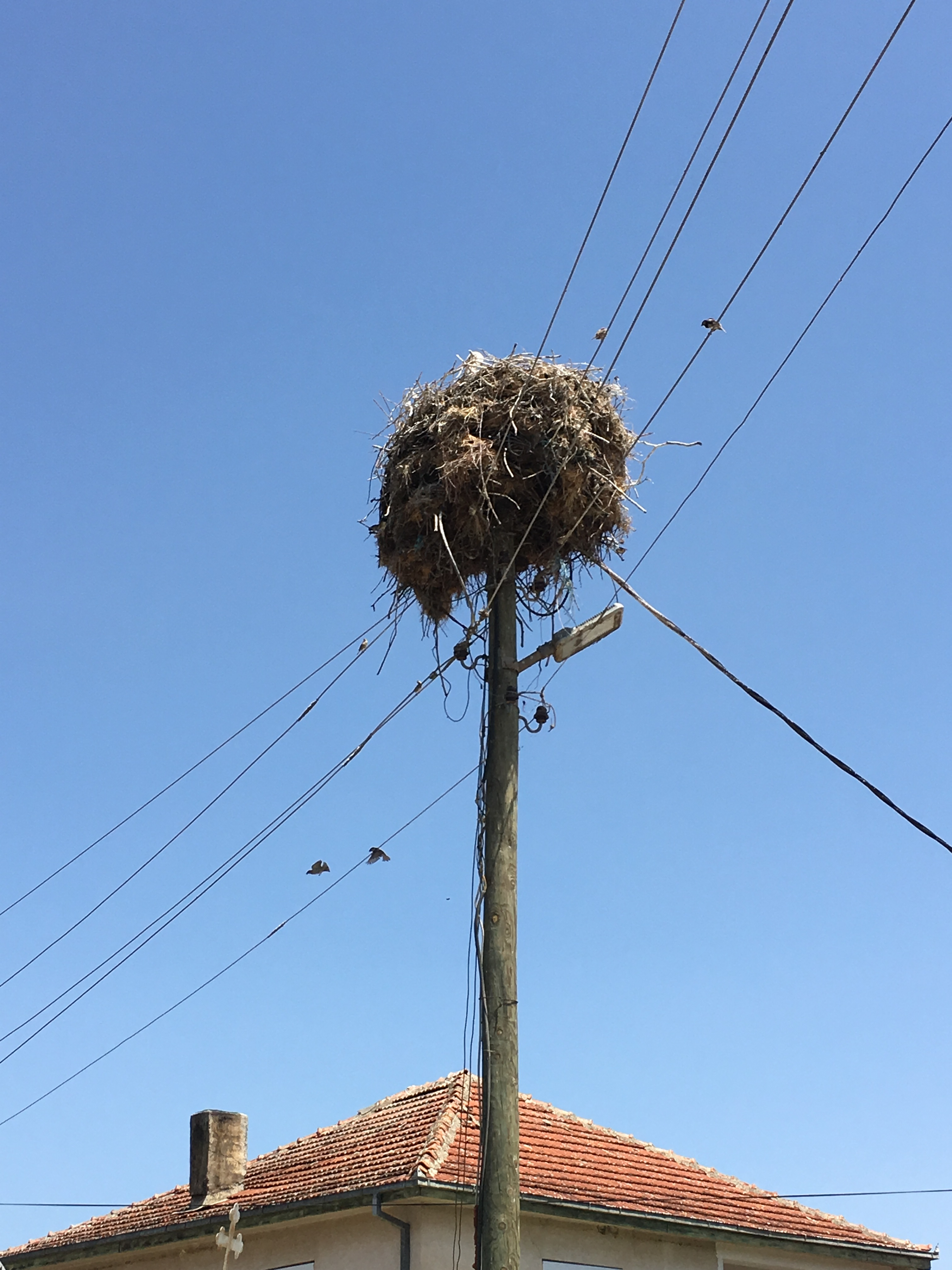
Čapí hnízdi na sloupu elektrického vedení v makedonském Vraništi

Od 90. let 20. století se začaly stavy na většině území opět zvyšovat a čáp bílý jako hnízdič postupně osídlil řadu oblastí, odkud v minulosti vymizel. Zatímco v roce 1984 byla velikost evropské populace odhadována na 135 000 párů, v roce 2004 to bylo již 233 000 párů.
Výrazný pokles populace nastal i u subsp. asiatica. Ještě počátkem 20. století byl čáp bílý v jižních částech čínské provincie Sin-ťiang (jediná oblast výskytu čápů v Číně) považován za běžný druh, avšak někdy od 80. let 20. století je čínská populace čápa bílého považována za vyhynulou. Hlavní důvod byl v podstatě stejný jako důvod úbytku evropské populace, a sice masivní populační nárůst obyvatelstva, který s sebou přinesl přeměnu mokřadů na zemědělská pole. Na populačním poklesu čínských čápů se podepsala i kompetice s čápy černými a ilegální aktivity, jako je lov, sbírání vajec, rybaření s pomocí výbušnin či přímo aktivní záměrné útoky na čápy a jejich hnízda.
Vedle zmiňovaných změn v krajině je čáp ohrožován hlavně kolizemi s dráty a zasažením elektrickým proudem na sloupech vysokého napětí. U 567 čápů bílých okroužkovaných na území Česka v letech 1934–2012 byly nejčastějšími příčinami úhynu náraz na dráty (50 %), zasažení elektrickým proudem (23 %), zástřel (10 %) a jiné antropogenní příčiny (14 %; nejčastěji nárazy a pády do lidských staveb nebo srážky s dopravními prostředky). Přirozené příčiny úmrtí představovaly pouze 3 % případů. Podobně v Polsku a v Německu způsobují elektrické dráty kolem 77 % úmrtí čápů. Kolize postihuje hlavně nedospělé čápy, kteří jsou méně zkušenými letci.
K ohrožení ptáků dochází i na jejich afrických zimovištích. K hlavním hrozbám patří sucho, kontrola sarančat pesticidy a ilegální lov. Během tahu jsou čápi ohroženi lovem ze strany lidí na tahových zastávkách, abnormálním teplem při přeletu nad Saharou a extrémním počasím, které může mít na mortalitu migrantů klíčový vliv (krupobití apod.). Hrozbu pro ptáky může představovat i virus západního Nilu (WNV).
Mezi ochranná opatření čápů patří vědecký výzkum (kroužkování, monitoring) i aktivní ochrana hnízd (např. jejich opravením v případě poničení, poskytnutí podložek či přemístěním hnízd z nevhodných objektů na jiné, vhodnější stanoviště). Řada projektů je zaměřena rovněž na vzdělávání veřejnosti za účelem zvýšení tolerance lidí k čapím hnízdům v místě jejich bydliště. K dalším ochranným opatřením patří reintrodukce čápů do míst, odkud vymizeli. To s sebou nicméně nese řadu úskalí, jako je otázka čapí migrace. Pokud jsou do volné přírody vypuštěni dospělé, v zajetí utvořené páry, nedochází u nich k migraci (nicméně jejich potomci migrují). Vypuštění nedospělých jedinců je sice riskantnější z hlediska nižší šance na utvoření páru a zvýšeného rizika mortality, avšak u většiny vypuštěných mladých čápů k migraci dochází.
V Česku je čáp bílý zvláště chráněn dle vyhlášky číslo 395/1992 Sb. jako ohrožený druh. Čáp je navíc jedním z druhů, na které se vztahuje Dohoda o ochraně africko-euroasijských stěhovavých vodních ptáků (AEWA).

## Odkaz v kultuře

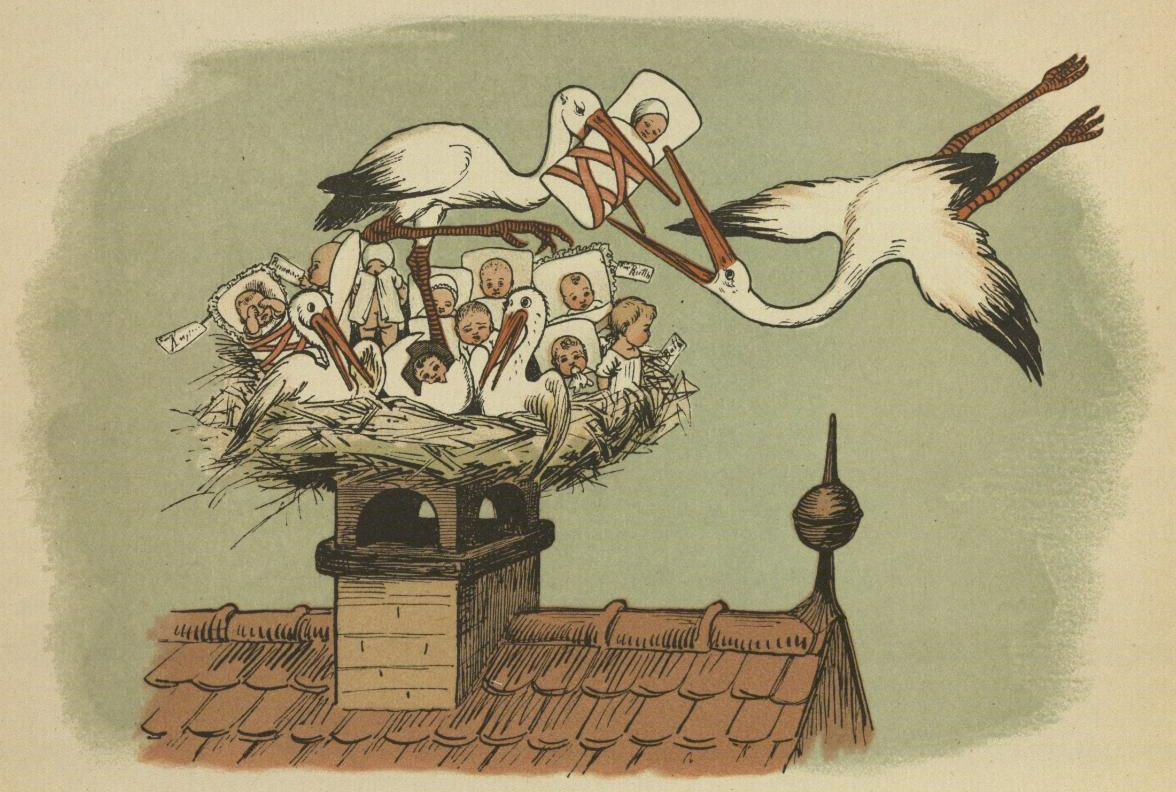
Čápi s dětmi na kresbě německého autora Lothara Meggendorfera (1881)

Čáp bílý se díky životu v těsné blízkosti lidí stal významnou součástí lidové kultury a folklóru. Ve starověkém Egyptě symbolizoval zbožnost a spravedlnost, v Číně nesmrtelnost. V muslimských zemích lidé věřili, že se v čápech ukrývá duše muslimů, kteří za svůj život nepodnikli pouť do Mekky. Ve středověké Evropě byla užitečnost čápů shledávána především v tom, že loví obojživelníky a plazy, kteří byli považováni za nežádoucí havěť spřízněnou s peklem a černou magií. V řadě zemí byl považován za symbol štěstí, zdraví a Božího požehnání, stejně jako ztělesněním věrnosti v rámci páru a věrnosti hospodářství, na jehož střeše hnízdil. Přesto byl podle údajů z 19. století na tahu běžně ve velkém odstřelován obyvatelstvem, ať již pro zábavu, či pro maso. Zřejmě nejznámější evropskou pověrou spojenou s čápem je ta, že nosí děti. Původ má v germánské mytologii, kde byl čáp považován za posla bohyně Holdy, na jejíž pokyn lovil duše nenarozených z vody a vkládal je do těla matky.
Čápi široce pronikli i do literatury. Známá je např. bajka „Liška a čáp“ nebo „Vlk a čáp“ od francouzského bajkaře Jeana de La Fontaineho nebo povídka „Čápi“ z pera dánského klasika Hanse Christiana Andersena. V Moldavsku čáp představuje patrona vinařství, jelikož podle moldavské legendy zachránil místní pevnost tím, že v době jejího obléhání zásoboval obránce hrozny, kteří se jimi posílili natolik, že přemohli obléhatele. V lidové tradici je čáp dobře znám jako posel jara, o čemž svědčí i česká pranostika „na svatého Řehoře (12. 3.) čáp letí za moře, žába hubu otevře, líný sedlák, který neoře“. Čáp bílý je národním ptákem Litvy, Polska a Běloruska a objevuje se ve znaku Haagu a řady jiných evropských měst. Německá organizace EuroNatur od roku 1994 uděluje ocenění Evropská čapí vesnice roku těm obcím, jejíž obyvatelé jsou vstřícní vůči čápům a jejíchž obec hostí čapí kolonii. Smyslem iniciativy je podpořit kladný přístup veřejnosti k ochraně čápů i poukázat na důležitost ochrany jejich přirozeného prostředí. Čáp bílý je chován v mnoha zoologických zahradách (v Česku např. ZOO Děčín, Safari park Dvůr Králové).

### Pták roku
Čáp bílý byl vybrán regionálním ptákem roku hned v několika zemích:
- Česká společnost ornitologická – Pták roku 1994, Pták roku 2014 (společně s čápem černým; čáp bílý se stal prvním ptákem, který byl v této anketě vyhlášen dvakrát).[87]
- Slovenská ornitologická spoločnosť – Pták roku 2014.[88]
- Naturschutzbund Deutschland (NABU) – Pták roku 1984 a 1994.[89]
- Magyar Madártani és Természetvédelmi Egyesület (MME) – Pták roku 1980, 1981, 1994 a 1999.[90]
- Estonsko, Lotyšsko, Rusko – Pták roku 2004.[91]

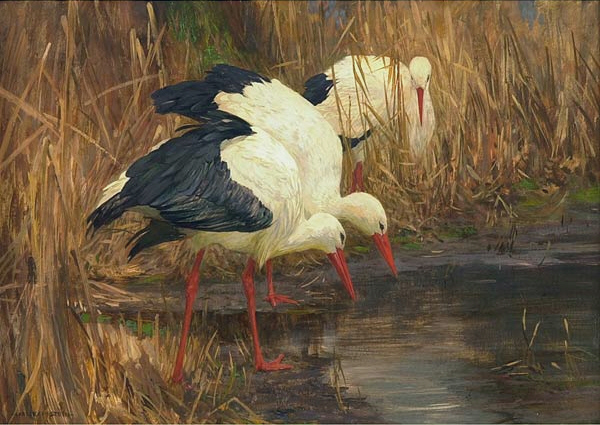
Carl Kappstein (před 1933)
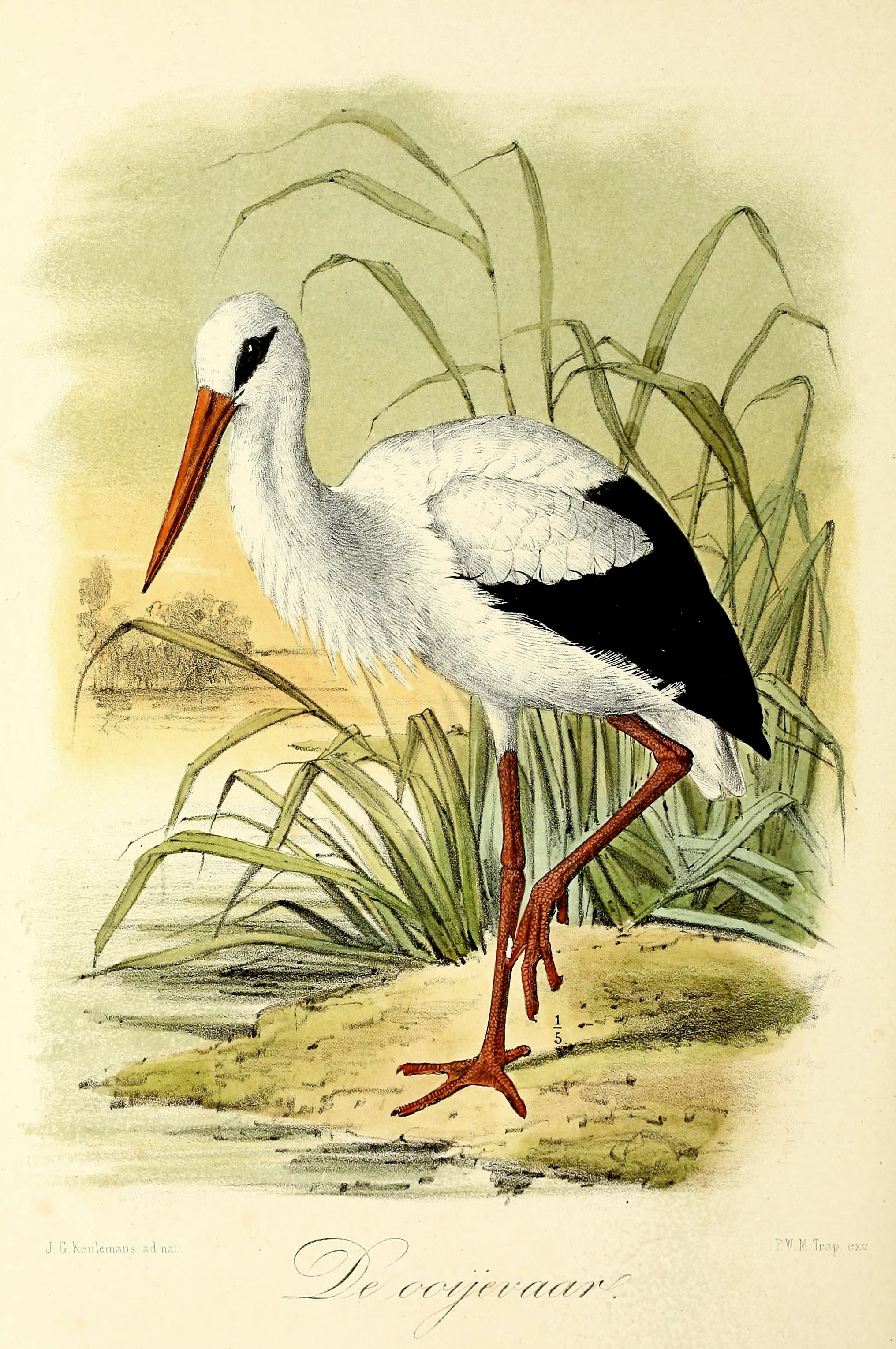
John Gerrard Keulemans (1869)
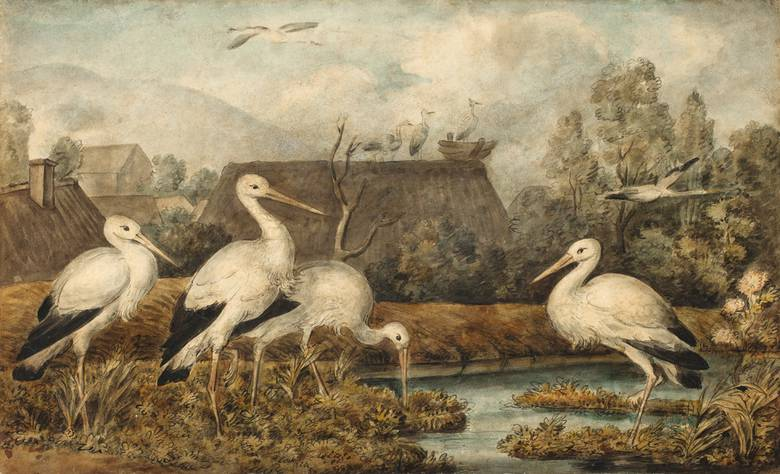
Johann Heinrich Wilhelm Tischbein (~1810)
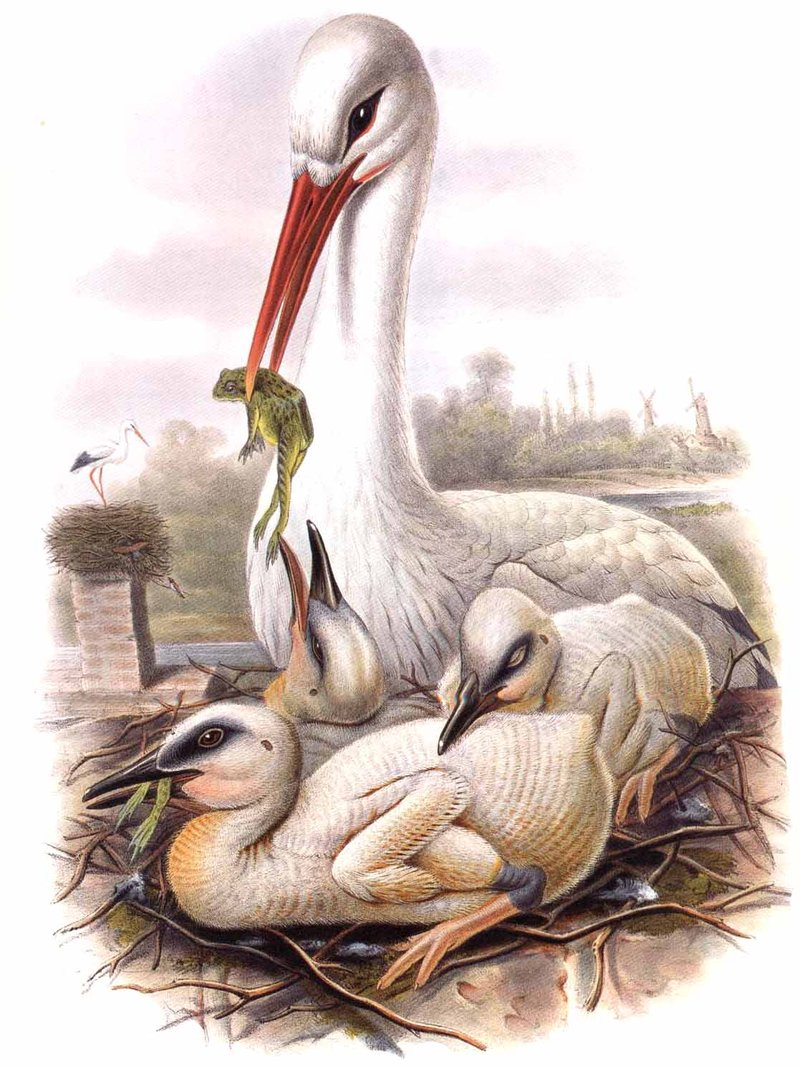
John Gould
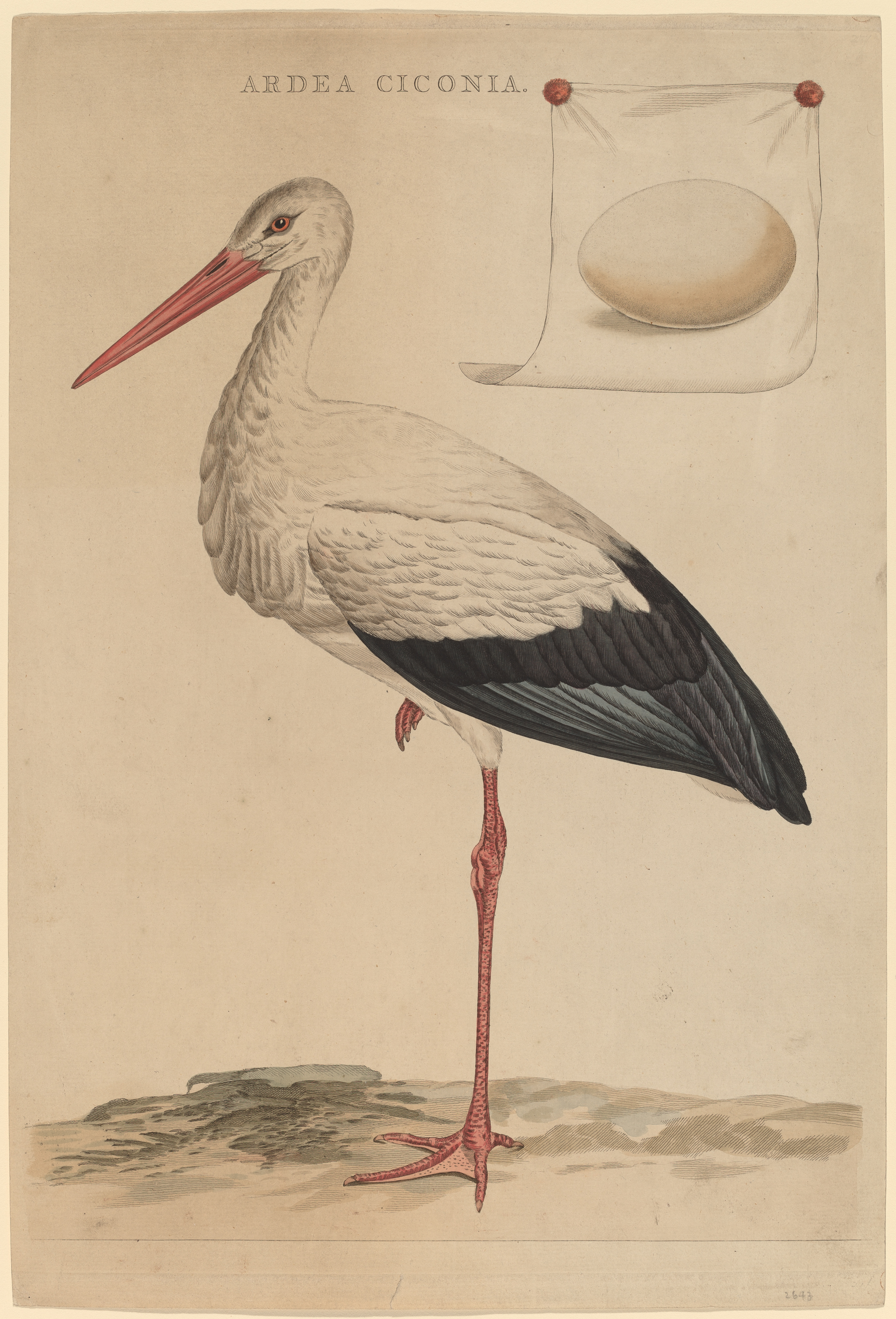
Jan Christiaan Sepp